# Завод-Корецький
Завод-Корецький (рос. Завод-Корецкий) — присілок в Гордієвському районі Брянської області Російської Федерації.
Населення становить 215 осіб. Входить до складу муніципального утворення Гордієвське сільське поселення.

## Історія
Розташоване на території української історичної землі Стародубщина.
Від 2005 року входить до складу муніципального утворення Гордієвське сільське поселення.

## Населення
| 2010 | 2013 |
| ---- | ---- |
| 232  | ↘215 |